# Carl Anton Bjerknes
Carl Anton Bjerknes (født 24. oktober 1825 i Kristiania, død 20. marts 1903 sammesteds) var en norsk matematiker, far til Vilhelm Bjerknes. 
Bjerknes, der blev student 1844, studerede mineralogi som det dengang eneste mulige brødstudium for dem, der interesserede sig for eksakte naturvidenskaber, blev mineralogisk kandidat 1848 og ansattes 1849 som "natstiger" ved Kongsberg Sølvværk. Han studerede her i sin fritid på egen hånd matematik og vandt 1852 guldmedalje for en matematisk prisopgave.
Bjerknes blev 1853 adjunkt i Kongsberg og 1854 universitetsstipendiat i matematik; 1855-57 studerede han i Göttingen og Paris; især opholdet i Göttingen, hvor han studerede under Lejeune Dirichlet og Riemann, blev frugtbart for ham. Efter hjemkomsten blev han igen stipendiat i matematik og tillige konservator ved den mineralogiske samling, 1859 desuden lærer i matematik og mekanik ved den militære højskole, 1861 konstitueret og 1863 virkelig lektor i anvendt matematik, 1866 professor og endelig 1869 professor i ren matematik, hvilken stilling han beklædte til sin død. 
I Göttingen førtes Bjerknes ind på det problem, hvis løsning blev hans livsarbejde. Dirichlet viste i en forelæsning, at en kugle må kunne bevæge sig gennem en ideal væske med jævn hastighed uden at møde nogen modstand. Dette overraskende resultat viste Bjerknes, at inertiloven i hvert fald i visse tilfælde kunde gælde nøjagtigt også i et rum fyldt med en ideal væske, hvorved en af de hovedindvendinger faldt bort, som man havde gjort mod at antage rummet udfyldt af en æter, gennem hvilken de tilsyneladende afstandskræfter, tyngden og de elektriske og magnetiske kræfter, kunde forplante sig; derved faldt et af de stærkeste argumenter for fjernvirkningslæren. 
Men han øjnede med det samme en mulighed for at komme helt bort fra den; thi når flere kugler samtidig bevægede sig i væsken, ville enhver af dem gennem væsken som mellemled påvirke de andre, og for en iagttager, der kun så kuglerne, ville det se ud som en afstandsvirkning uden mediets mellemkomst. Først efter sin universitetsansættelse kunde han med større kraft tage fat på den nærmere udarbejdelse heraf, men han hemmeds af megen sygelighed. 1868 på naturforskermødet i Kristiania kunde han dog fremlægge resultater, der bekræftede hans formodninger. 
Men den videre udformning af analogien i det enkelte mellem de hydrodynamiske kræfter og de kendte naturkræfter viste sig meget vanskelig, hvorfor han i nogle år vendte sig mod problemets matematiske side og 1871 udgav (i Videnskabs Selskabets Forhandlinger) 1. del af en større, ikke fuldført afhandling, hvor bevægelsen i ideale væsker af flere kugleformede legemer med variabelt rumfang behandledes i største almindelighed. Ved en tilfældig foranledning blev han igen bragt til at beskæftige sig med den fysiske side, og det lykkedes ham nu helt at gennemskue og udforme analogien mellem de nævnte kræfter. 
Det viste sig, at pulserende kugler (kugler, der periodisk forandrer rumfang) i en væske påvirker hinanden med en kraft omvendt proportional med afstandens kvadrat, men proportional med pulsationsintensiteten. Loven er altså ganske analog med Goulombs lov for virkningen mellem elektricitetsmængder eller magnetpoler. Men på et bestemt punkt bestod en ejendommelig modsætning: medens ensbenævnte poler frastøder hinanden, bliver den hydrodynamiske analogi hertil, virkningen mellem to kugler, der pulserer således, at de samtidig er i samme fase, en tiltrækning. 
For at give en frastødning, må de pulsere i modsat fase, den ene være størst, når den anden er mindst, og om1vendt. Bortset herfra er imidlertid analogien i alle enkeltheder fuldkommen. Disse resultater behøvede eksperimentel bekræftelse, og Bjerknes gav sig nu til at konstruere apparater dertil. Dette lykkedes også trods hans fuldstændige mangel på uddannelse som praktisk fysiker, og han udsendte nogle foreløbige meddelelser om sine resultater og 1876 (i "Göttinger Nachrichten") 1. del af en større, ligeledes ufuldendt, afhandling derom. 
1881 foreviste han sine eksperimenter på den elektriske udstilling i Paris, hvor de vakte overordentlig opsigt. Forinden havde han fået statsunderstøttelse til eksperimenterne, og han fik tillige understøttelse til udgivelse af en fremstilling af sin teori. Men fuldførelsen heraf gik kun langsomt, stadige omarbejdninger, nødvendiggjorte af hans pinlige selvkritik, sinkede udgivelsen, og da de Faraday-Maxwellske forestillinger om det elektriske og magnetiske felt fremkom, foranledigede det nye undersøgelser af Bjerknes over analogien mellem disse felter og de hydrodynamiske strømfelter.
Efterhånden som materialet ophobedes, blev arbejdet med redaktionen af en samlet fremstilling Bjerknes for overvældende, og det overgik til hans søn, ovennævnte Vilhelm Bjerknes; denne udsendte 1902 i 2 bind Vorlesungen über hydrodynamische Fernkräfte nach Carl Anton Bjerknes’ Theorie. 
Bjerknes’ arbejde, der er fortsat på udmærket måde af sønnen, står i øvrigt ret isoleret i fysikken. Hvilken dybere betydning denne ejendommelige og vidtgående analogi mellem de tilsyneladende så fjernt fra hinanden liggende områder har, er endnu ikke klaret, men opdagelsen og udformningen af en sådan analogi er i hvert fald af den største betydning. 
Bjerknes blev 1877 Dr. phil. honoris causa ved Uppsala Universitets jubelfest og fik 1881 på udstillingen i Paris et personligt æresdiplom. Han var foruden af Videnskabsselskabet i Kristiania medlem af en del udenlandske videnskabelige selskaber. Nævnes kan det endnu, at Bjerknes interesserede sig meget for matematikeren N.H. Abel og har udgivet hans biografi.